# Dorotea Sofia di Sassonia-Altenburg
Dorotea Sofia di Sassonia-Altenburg (Weimar, 19 dicembre 1587 – Weimar, 19 febbraio 1645) è stata una religiosa tedesca.

## Biografia
Dorotea Sofia era figlia del duca Federico Guglielmo I di Sassonia-Weimar (1562-1602) e della sua prima moglie, la duchessa Sofia di Württemberg (1563-1590).
Avviata per volere del padre alla carriera ecclesiastica, il 21 aprile 1618 venne nominata badessa dell'Abbazia di Quedlinburg e confermata tre settimane più tardi a questa carica dall'Imperatore Mattia.
A differenza dei suoi predecessori, Sofia Dorotea ebbe un rapporto più conflittuale con il consiglio comunale della città di Quedlinburg durante la sua reggenza, e pessimi rapporti li ebbe anche con il protettore Giovanni Giorgio I di Sassonia. Per via dell'opposizione dei protettori, dal 1627 Dorotea Sofia lasciò l'abito monastico e continuò a regnare da laica sull'Abbazia, tantopiù che nel 1633 si sposò col duca Alberto di Sassonia-Eisenach. nel 1639 la badessa festeggio il 100º anniversario della Riforma a Quedlinburg, stabilendo che questa ricorrenza venisse celebrata ogni anno con un'apposita festa. In quell'occasione l'Università di Jena fece una donazione di 4.000 fiorini al monastero.

## Ascendenza
|                                         |                       |                                  | Genitori                           |  |  | Nonni |  |  | Bisnonni                        |  |  | Trisnonni            |  |
|                                         |                       |                                  |                                    |  |  |       |  |  | Giovanni Federico I di Sassonia |  |  | Giovanni di Sassonia |  |
|                                         |                       |                                  |                                    |  |  |       |  |  | Giovanni Federico I di Sassonia |  |  | Giovanni di Sassonia |  |
|                                         |                       | Sofia di Meclemburgo-Güstrow     |                                    |  |  |       |  |  | Giovanni Federico I di Sassonia |  |  |                      |  |
| Giovanni Guglielmo di Sassonia-Weimar   |                       |                                  |                                    |  |  |       |  |  | Giovanni Federico I di Sassonia |  |  |                      |  |
|                                         |                       | Sibilla di Jülich-Kleve-Berg     | Giovanni III di Kleve              |  |  |       |  |  |                                 |  |  |                      |  |
|                                         |                       | Sibilla di Jülich-Kleve-Berg     | Giovanni III di Kleve              |  |  |       |  |  |                                 |  |  |                      |  |
|                                         |                       | Sibilla di Jülich-Kleve-Berg     | Maria di Jülich-Berg               |  |  |       |  |  |                                 |  |  |                      |  |
| Federico Guglielmo I di Sassonia-Weimar |                       | Sibilla di Jülich-Kleve-Berg     |                                    |  |  |       |  |  |                                 |  |  |                      |  |
|                                         |                       | Federico III del Palatinato      | Giovanni II del Palatinato-Simmern |  |  |       |  |  |                                 |  |  |                      |  |
|                                         |                       | Federico III del Palatinato      | Giovanni II del Palatinato-Simmern |  |  |       |  |  |                                 |  |  |                      |  |
|                                         |                       | Federico III del Palatinato      | Beatrice di Baden                  |  |  |       |  |  |                                 |  |  |                      |  |
| Dorotea Susanna di Wittelsbach-Simmern  |                       | Federico III del Palatinato      |                                    |  |  |       |  |  |                                 |  |  |                      |  |
|                                         |                       | Maria di Brandeburgo-Kulmbach    | Casimiro di Brandeburgo-Bayreuth   |  |  |       |  |  |                                 |  |  |                      |  |
|                                         |                       | Maria di Brandeburgo-Kulmbach    | Casimiro di Brandeburgo-Bayreuth   |  |  |       |  |  |                                 |  |  |                      |  |
|                                         |                       | Maria di Brandeburgo-Kulmbach    | Susanna di Baviera                 |  |  |       |  |  |                                 |  |  |                      |  |
| Dorotea Sofia di Sassonia-Altenburg     |                       | Maria di Brandeburgo-Kulmbach    |                                    |  |  |       |  |  |                                 |  |  |                      |  |
|                                         | Ulrico di Württemberg | Enrico di Württemberg            |                                    |  |  |       |  |  |                                 |  |  |                      |  |
|                                         | Ulrico di Württemberg | Enrico di Württemberg            |                                    |  |  |       |  |  |                                 |  |  |                      |  |
|                                         | Ulrico di Württemberg | Elisabetta di Zweibrücken-Bitsch |                                    |  |  |       |  |  |                                 |  |  |                      |  |
| Cristoforo di Württemberg               | Ulrico di Württemberg |                                  |                                    |  |  |       |  |  |                                 |  |  |                      |  |
|                                         |                       | Sabina di Baviera                | Alberto IV di Baviera              |  |  |       |  |  |                                 |  |  |                      |  |
|                                         |                       | Sabina di Baviera                | Alberto IV di Baviera              |  |  |       |  |  |                                 |  |  |                      |  |
|                                         |                       | Sabina di Baviera                | Cunegonda d'Austria                |  |  |       |  |  |                                 |  |  |                      |  |
| Sofia di Württemberg                    |                       | Sabina di Baviera                |                                    |  |  |       |  |  |                                 |  |  |                      |  |
|                                         |                       | Giorgio di Brandeburgo-Ansbach   | Federico I di Brandeburgo-Ansbach  |  |  |       |  |  |                                 |  |  |                      |  |
|                                         |                       | Giorgio di Brandeburgo-Ansbach   | Federico I di Brandeburgo-Ansbach  |  |  |       |  |  |                                 |  |  |                      |  |
|                                         |                       | Giorgio di Brandeburgo-Ansbach   | Sofia di Polonia                   |  |  |       |  |  |                                 |  |  |                      |  |
| Anna Maria di Brandeburgo-Ansbach       |                       | Giorgio di Brandeburgo-Ansbach   |                                    |  |  |       |  |  |                                 |  |  |                      |  |
|                                         |                       | Edvige di Münsterberg-Oels       | Carlo I di Münsterberg-Oels        |  |  |       |  |  |                                 |  |  |                      |  |
|                                         |                       | Edvige di Münsterberg-Oels       | Carlo I di Münsterberg-Oels        |  |  |       |  |  |                                 |  |  |                      |  |
|                                         |                       | Edvige di Münsterberg-Oels       | Anna di Sagan                      |  |  |       |  |  |                                 |  |  |                      |  |
|                                         |                       | Edvige di Münsterberg-Oels       |                                    |  |  |       |  |  |                                 |  |  |                      |  |